# خالد خوجه
خالد خوجه (زادهٔ ۴ ژوئیهٔ ۱۹۶۵) پزشک و سیاست‌مدار اهل سوریه است. وی در چهارم ژانویه ۲۰۱۵ به عنوان رئیس ائتلاف ملی نیروهای انقلابی و اپوزیسیون سوریه بعد از هادی البحره انتخاب شد. او در این منصب تا سال ۲۰۱۶ باقی ماند و در انتخابات بعدی در ۵ مارس ۲۰۱۶ انس العبده جایگزین او شد.

## زندگی و تحصیلات
خالد خوجه یکی از فرزندان خلق ترکمن سوریه در چهارم ژوئیه ۱۹۶۵ در دمشق متولد شد. او تحصیلات ابتدایی و متوسطه اش را در دمشق به پایان رساند و سپس به لیبی رفت و در سال ۱۹۸۵ در شهر اوباری در این کشور تحصیلاتش را ادامه داد. پس از آن به ترکیه رفت و در دانشگاه استانبول در سال ۱۹۸۶ در رشته علوم سیاسی تحصیل کرد. بدنبال این تحصیلات وارد دانشکده پزشکی دانشگاه ازمیر شد و در سال ۱۹۹۴ دکترای پزشکی اش را دریافت کرد. او به عنوان رئیس هیئت مدیره آکادمی پزشکی و مشاور از سال ۱۹۹۴ کار کرده‌است.

## فعالیت‌های سیاسی
خالد خوجه در زمان تحصیل دو بار تحت تعقیب رژیم حافظ اسد قرار گرفت. اولین بار در سال ۱۹۸۰ توسط این رژیم دستگیر شد و به مدت ۴ ماه در زندان بود. بار دوم در سال ۱۹۸۱ به مدت یک سال و نیم به دلیل فعالیت‌های سیاسی پدرش در اتحادیه پزشکان زندانی بود. او در سال‌های ۱۹۹۵ تا ۲۰۰۴ اقدام به ساختن دو بیمارستان و درمانگاه در سوریه کرد.
با شروع انقلاب سوریه در نیمه سال ۲۰۱۱ خوجه در فعالیت‌های انقلابی شرکت داشت و در همبستگی با مردم سوریه فعالیت‌های تبلیغی داشت. او یکی از بنیانگذاران شورای ملی سوریه است که در دوم اکتبر سال ۲۰۱۱ تأسیس شد. او همچنین در تأسیس ائتلاف ملی نیروهای انقلابی و اپوزیسیون سوریه که تشکیل آن در نوامبر سال ۲۰۱۲ اعلام شد سهیم بود. خالد خوجه به عنوان نماینده ائتلاف سوریه در ترکیه یکی از شخصیت‌های نزدیک به فعالیت‌های مدنی و نظامی و نیز یکی از پایه‌گذاران شوراهای محلی در سوریه است.

## ریاست ائتلاف ملی سوریه
خالد خوجه یکی از اعضای شورای ملی سوریه و عضو فراکسیون ترکمن‌ها در این شوراست. در چهارم ژانویه ۲۰۱۵ ائتلاف ملی سوریه در جلسه‌ای که در پشت درهای بسته در شهر استانبول برگزار کرد خالد خوجه را به عنوان رئیس خود برگزید و او جایگزین هادی البحره شد. خالد خوجه در این انتخابات از ۱۱۱ رای ۵۶ رای را به خود اختصاص داد و از نصر الحریری پیشی گرفت. او تا سال ۲۰۱۶ در این منصب فعالیت کرده‌است.